# کریما کریسمس-کلی
کریما کریسمس-کلی (انگلیسی: Karima Christmas-Kelly؛ زادهٔ ۱۱ سپتامبر ۱۹۸۹) بازیکن بسکتبال اهل ایالات متحده آمریکا است.